# Национальный фронт (Швейцария)

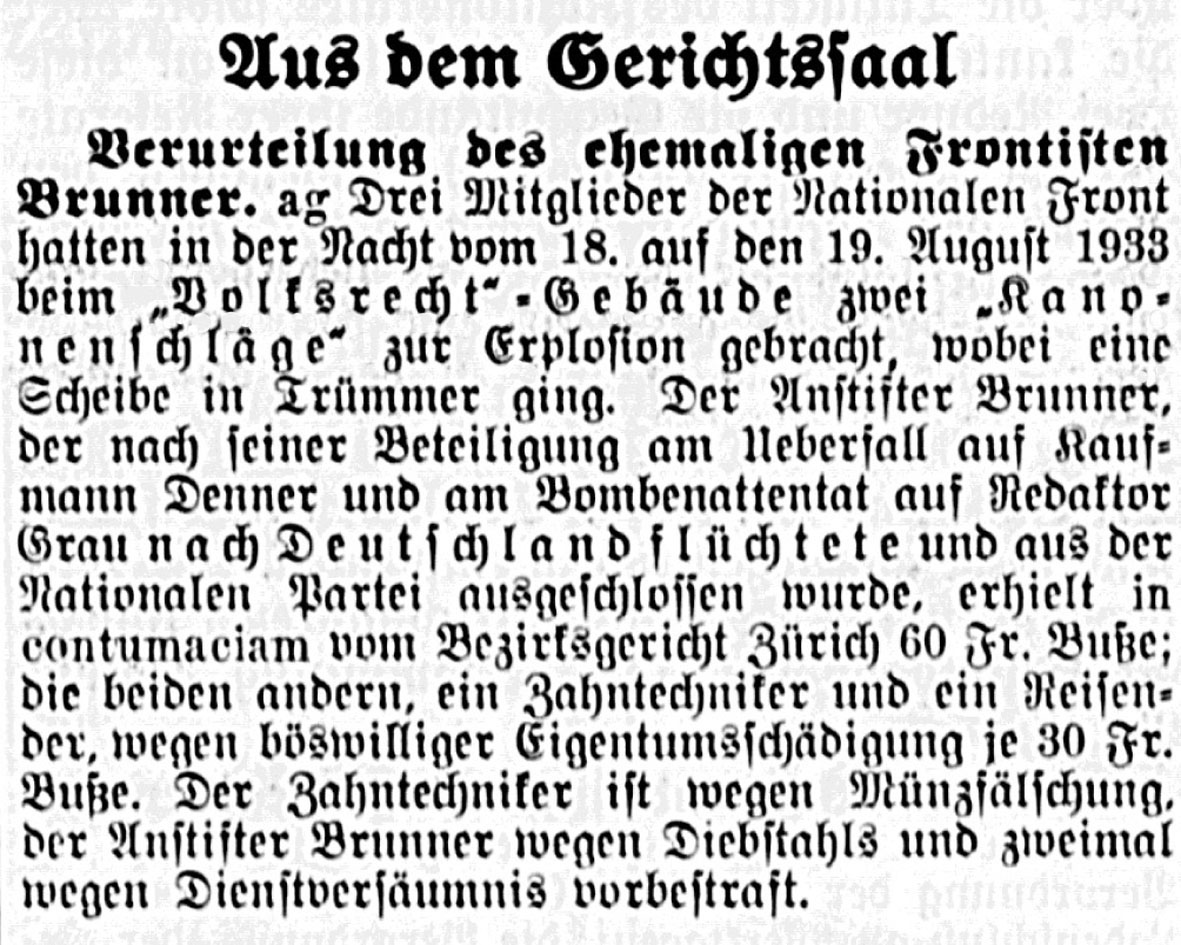
Газетная статья о судебном разбирательстве против членов партии в Цюрихе (1934)

Национальный фронт (нем. Nationale Front) — фашистская политическая партия Швейцарии, действовавшая в 1930—1940-х годах.

## История
С 1930 года преподаватели и студенты Цюрихского университета собирались в дискуссионном кружке под названием «Новый фронт».
Осенью 1930 года один из членов «Нового фронта» Ганс Фонви основал политическую организацию «Национальный фронт», издававшую свою газету, где пропагандировались националистические, антидемократические и антисемитские взгляды. Из статей этой газеты, носившей название «Железная метла», видно, что члены «Национального фронта» ориентировались на идеологию итальянского фашизма и немецкого национал-социализма. Весной 1933 года в других городах Швейцарии возникли различные «фронты», а в апреле 1933 года «Новый фронт» и «Национальный фронт» объединились в политическую партию, отчетливо отражавшую в своей идеологии и организации влияние национал-социалистического образца.
Идеология «Национального фронта» представляла собой смесь антибольшевистских, антисоциалистических и антидемократических идей, призывая возродить идеализированное средневековье и прославляя в романтическом и реакционном духе такие понятия и ценности, как «народ», «отечество», «сословие» и «родная земля». Так же движение подражало национал-социализму в организованном отношении. «Фронты» имели свои военизированные подразделения, носившие название «Отряд» (нем. Harst) и являющихся аналогом немецких СА.
В различных предприятиях организовывались ячейки, и был даже учрежден партийный суд. Но несмотря на формальное провозглашение «принципа лидерства», этой партии, разделённой на местные и окружные группы, так и не удалось преодолеть внутренние противоречия. Вначале её возглавляли целых три «фюрера», два из которых были из «Национального фронта», а другие — из «Нового фронта».
В области пропаганды партия также копировала фашистский стиль, проводив собственные «окружные партийные съезды», сопровождаемым массовыми собраниями и демонстрациями, а также насильственными столкновениям с политическими противниками. Такая пропаганда первое время привела к некоторым первым успехам.
На коммунальных выборах в Цюрихе в сентябре 1933 года «Национальный фронт» получил 10 из 125 мест в городском парламенте. В апреле 1935 года ему удалось получить на цюрихских кантональных выборах 6 мест из 180. Численность организации в это время составляла около 10 000 человек, происходивших в большинстве своём их буржуазии.
После ряда насильственных столкновений в рабочих округах некоторых городов Немецкой Швейцарии полиция энергично выступила против «Нового фронта». По указанию правительства его юношеской организации и «отрядам» было запрещено носить мундиры, в том числе и используемую движением серую рубашку. В феврале 1934 года «отряды» были запрещены и распущены.
На коммунальных выборах в Цюрихе в марте 1938 года и на цюрихских кантональных выборах в марте 1939 года «Национальный фронт» потерял все до тех пор полученные места. Кроме того, в нём с 1936 года возникли внутренние разногласия, которые в конечном итоге привели к расколу партии на две соперничающие группировки: умеренную Швейцарскую социальную рабочую партию и радикальный «Союз верных швейцарцев национал-социалистского мировоззрения».
Осенью 1943 года швейцарское правительство окончательно запретило и распустило мелкие организации, оставшиеся от «фронтового движения».